# Hervé Gosselin
Pour d'autres évêques, voir Benjamin-Octave Roland-Gosselin et Goslin.
Pour les articles homonymes, voir Gosselin.
Hervé Gosselin, né le 16 avril 1956 à Nantes, est un prélat catholique français. Membre des Foyers de charité, il est l'évêque d'Angoulême depuis novembre 2015.

## Biographie

### Jeunesse
Hervé Gosselin est le fils de Jean-Pierre Gosselin et de Bernadette Goubault. Durant sa jeunesse, Hervé Gosselin suit des études de médecine à la Faculté de sa ville natale de Nantes. Celles-ci terminées, il exerce comme praticien, d'abord à l'Institut Pasteur à Cayenne en Guyane, puis à Haute-Goulaine.

### Prêtrise et Foyer de charité de Tressaint
Il entre au Foyer de charité de Tressaint en 1988 et au grand séminaire de Rennes l'année suivante. Il est ordonné prêtre pour le diocèse de Rennes en 1994 ; il est envoyé comme vicaire dans la paroisse Sainte-Thérèse de Rennes de 1996 à 1999. Puis, de 1997 à 2007, il est aumônier de la maison d'arrêt de Rennes. En parallèle, il poursuit une formation au séminaire des Carmes et à l’Institut catholique de Paris où il obtient une licence en théologie morale ; de 1993 à 2003, il est professeur de théologie morale puis directeur spirituel au séminaire de Rennes de 1999 à 2003.
En 2003, il est nommé responsable du Foyer de charité de Tressaint ; de 2004 à 2015, il est membre du Conseil central des Foyers de charité et était pressenti pour devenir en 2016 responsable de l’œuvre internationale des Foyers de charité.

### Épiscopat à Angoulème
Le 9 novembre 2015, le pape François le nomme évêque d'Angoulême. Il est ordonné le 10 janvier 2016 à l'Espace Carat d'Angoulême par les évêques Pascal Wintzer, archevêque de Poitiers, Pierre d'Ornellas, archevêque de Rennes, son diocèse d'origine, et Claude Dagens, son prédécesseur à Angoulême .
Un an après son arrivée, les médias locaux perçoivent un changement de ligne entre lui et son prédécesseur. En effet, Hervé Gosselin s'intéresse beaucoup plus à la communication et suit de près les finances de son diocèse, situation financière qu'il juge préoccupante. Il appelle alors à « une participation accrue des chrétiens aux dépenses de fonctionnement qui sont nécessaires ». Il n'hésite pas à se rendre dans les paroisses les plus reculées de son diocèse, et décide d'organiser un « Festi'jeunes » (journées charentaises de la jeunesse) pour mai 2017 où plus d'un millier de jeunes sont attendus,.

### Défiance
En novembre 2022, un collectif de Charentais catholiques, anonymes, exprime une violente défiance à l’égard de l’évêque d’Angoulême, Hervé Gosselin, mettant en cause cause son passé et ses silences lorsqu’il était père du Foyer de charité de Tressaint. Près de 90 femmes affirment y avoir été agressées sexuellement par André-Marie Van Der Borght, prédécesseur d'Hervé Gosselin au sein du Foyer de charité. En juin 2023, les journalistes de Mediapart publient une enquête à son encontre, où ils révèlent qu'il « continue d’exercer des pressions sur les victimes et les lanceuses d’alerte »,.